# Gianfranco Baruchello
Gianfranco Baruchello (Livorno, 29 agosto 1924 – Roma, 14 gennaio 2023) è stato un artista e pittore italiano.

## Biografia
Gianfranco Baruchello nasce nel 1924: il padre è avvocato, direttore dell'Unione Industriali di Livorno e docente all'Università di Pisa, la madre è insegnante elementare. Dopo la guerra si laurea in Giurisprudenza con una tesi in Economia, e nel 1947 lavora alla Bombrini Parodi Delfino. Tra il 1949 e il 1955 si occupa della creazione dell'azienda di ricerca e produzione chimico-biologica Società Biomedica. Nel 1959 Baruchello lascia l'azienda per dedicarsi completamente all'arte. 
La sua prima formazione avviene in clima parigino: conosce nel 1959 Roberto Matta e tre anni dopo Alain Jouffroy. Nel 1962 conosce Marcel Duchamp. A New York nel 1964 conosce John Cage e si confronta con la pop art e l'espressionismo astratto americano. Le esperienze americane si concretizzano nelle grandi tele Altre tracce, con spessi e densi filamenti di pittura nera; l'eredità europea si materializza invece nella creazione di oggetti vicini allo spirito del Nouveau Réalisme. È del 1962 la partecipazione alla mostra New Realists organizzata alla Sidney Janis Gallery di New York. La partecipazione attiva al mondo delle avanguardie internazionali tuttavia influisce solo parzialmente sulla ricerca di Baruchello che si configura sin dall'inizio come essenzialmente autonoma. Nel 1963 tiene una personale alla Galleria La Tartaruga di Roma, presentata da Jouffroy e da Maurizio Bonicatti: vi si trova una pittura frammentata, miniaturizzata, su grandi superfici bianche, fatta di segni, scritte, disegni, con frequenti rimandi ai simboli della società consumistica e televisiva.
Al 1960 risale il suo primo esperimento cinematografico: Molla. Del 1963 è invece il film Il grado zero del paesaggio, al quale segue nel 1964 Verifica incerta, un film di found footage in collaborazione con Alberto Grifi: una grande quantità di materiale di scarto cinematografico, consistente in pellicola di cinema statunitense commerciale degli anni cinquanta, fu acquistata da Baruchello e da essa si ricavò un montaggio ottenuto da spezzoni di pellicola incollati con il nastro adesivo.
Pittura, cinema e produzione di libri sono solo alcuni dei linguaggi che Baruchello sperimenta; a partire dalla seconda metà degli anni sessanta la sua attività rientra in quell'ambito che Enrico Crispolti ha definito extra-mediale: pittura calligrafica, produzione di oggetti, testi letterari, teatrali, film, videotapes, fotografia, operazioni agricole, in una continua tensione al rovesciamento delle convenzioni codificate e riproposte dai mezzi di comunicazione di massa.
L'azienda Agricola Cornelia viene fondata nel 1973; è un'azienda agricola che ha sede e opera entro il terreno acquistato nello stesso anno da Baruchello in via di Santa Cornelia, alla periferia di Roma verso Formello. Lentamente l'azienda si espande occupando e coltivando anche il terreno circostante, sottraendolo alla speculazione edilizia, con un atteggiamento tra l'happening artistico e l'intento politico. Dopo l'acquisto dei terreni occupati l'operazione assume il valore di una riflessione sul rapporto tra prodotto agricolo, prodotto artistico e valore rispettivo, operazione anch'essa di sapore duchampiano ma affrontata calandosi nella materialità del lavoro e nel mondo delle leggi economiche. L'impresa, di nome e di fatto, conduce anche ad una serie di quadri e a due libri: Agricola Cornelia S.p.a. 1973-1981, catalogo di una mostra alla Galleria Milano (Milano) dove Baruchello espone, oltre ai quadri citati, materiali legati all'esperienza di Agricola Cornelia, e How to imagine, una lunga intervista (condotta da Henry Martin), della quale restano nel libro soltanto le risposte.
Alla fine degli anni ottanta del Novecento, negli spazi che avevano ospitato l'Agricola Cornelia, Baruchello realizza Il Giardino, uno progetto che presenta nel 1989 al Festival di Spoleto Voci sull'acqua in una performance che vede l'artista curare un piccolo bonsai di Gingko biloba. Il Giardino, è uno spazio per l'identificazione della mente nella terra, negli alberi e nei cespugli.
Nel 1998, con Carla Subrizi, istituisce la Fondazione Baruchello nella sua ex casa - studio, sulle colline romane in via di Santa Cornelia (Roma). La ex casa, la biblioteca, gli archivi e un nucleo cospicuo di opere sono donati alla Fondazione. 
Tra la fine del 2011 e l'inizio del 2012, a cura di Achille Bonito Oliva, la Galleria Nazionale d'Arte Moderna e Contemporanea di Roma presenta la mostra antologica Gianfranco Baruchello. Certe idee. In occasione di questa mostra è pubblicata la monografia Baruchello. Certe idee, a cura di Achille Bonito Oliva e Carla Subrizi (Electa, 2011).
Dal giugno al settembre 2014, presso la Deichtorhallen Sammlung Falckenberg, ad Amburgo, si apre la retrospettiva Gianfranco Baruchello. Certain Ideas. Retrospektive, a cura di Dirk Luckow, in collaborazione con lo ZKM / Karlsruhe, dove la mostra si sposterà nel novembre 2014 (1º novembre 2014 - 29 marzo 2015), a cura di Andreas Beitin e Peter Weibel. In occasione di questa mostra è pubblicato l'edizione inglese di Baruchello. Certain Ideas, a cura di Achille Bonito Oliva, Carla Subrizi, Dirk Luckow, Peter Weibel, Harald Falckenberg (Electa, 2014).
Radio 3 lo ha nominato «artista dell'anno 2016».
È morto a Roma il 14 gennaio 2023 a 98 anni.

## Pubblicazioni
- Mi viene in mente : romanzo, Milano, Schwarz editore, 1966.
- La Quindicesima riga, Roma, Lerici editore, 1968.
- Avventure nell'armadio di plexiglass, Milano, Feltrinelli, 1968.
- Come ho dipinto certi miei quadri, Torino, Geiger, 1976.
- con Gilbert Lascault, Alphabet d'Eros, Parigi, Ed. Galilée, 1976.
- Sentito vivere (ed. di 1150 esempl., di cui 150 num), Bologna, Exit editore, 1978.
- L'altra casa, Parigi, Ed. Galilée, 1979.
- Agricola Cornelia S.p.a. 1973-‘81, (catalogo della mostra, Milano, Galleria Carla Pellegrini, maggio 1981, ed. di 1000 esempl.), Bologna, Exit, 1981.
- La scomparsa di Amanda Silvers, (ed. di 400 esempl.), Bologna, Exit editore, 1982.
- con Henry Martin, How to imagine : a narrative on art and agriculture, New York, McPherson & Co., 1983, ISBN 0-914232-52-5.
- con Henry Martin, Why Duchamp. An essay oh aesthetic impact, New York, McPherson & Co., 1985.
- Uomini di pane, Torino, Tam tam, 1986.
- Mille titoli, (ed. di 700 esempl.), a cura di Gian Ruggero Manzoni, Ravenna: Essegi; Lugo: Exit, 1987.
- Bellissimo il giardino, (ed. di 700 esempl.), Bologna, Exit editore, 1989.
- Se tanto mi dà tanto, Roma, Studio Ed., 1990.
- Baruchello: miss Omissis, a cura di Becattini Alvaro, Faenza, Exit, 1991.
- Al polo Nord rotolando, a cura di Becattini Alvaro, Faenza, Exit, 1992.
- Quaranta sere in TV, (ed. di 500 esempl), Exit editore, 1996.
- Secondo natura, a cura di Carla Subrizi, Museo laboratorio delle arti contemporanee, Roma, Diagonale, 1997.
- Breve storia della mia pittura, (catalogo della mostra tenuta a Livorno), Livorno, Galleria Peccolo, 2003.
- con Anna Valeria Borsari, Emilio Fantin, Franco Vaccari, Marco Vaglieri, Nel segno di Giotto. Cinque percorsi artistici, AMP edizioni, Carpi 2008.
- con Nanni Balestrini, Girano Voci. Tre Storie Pistoia, Frullini Edizioni, 2012.